# Asedio del Castillo de Burgos (1812)
El asedio del castillo de Burgos o simplemente asedio de Burgos fue un episodio de la guerra de la Independencia Española que transcurrió del 19 de septiembre al 21 de octubre de 1812. El ejército anglo-portugués dirigido por el general Arthur Wellesley, marqués (luego duque) de Wellington, intentó capturar el castillo de Burgos en España a la guarnición francesa que lo defendía, bajo la orden del general de brigada Jean-Louis Dubreton. Los franceses repelieron todos los intentos de tomar la fortaleza, resultando en una decepcionante retirada de Wellington, cuando venía de derrotar al mismo ejército francés que se le oponía.
Después de aplastar al mariscal Marmont y al llamado ejército francés de Portugal en la batalla de los Arapiles, en julio de 1812, Wellington explotó su gran victoria avanzando hacia Madrid. El rey José y el mariscal Jourdan, junto con el llamado ejército francés del centro, abandonaron Madrid y retrocedieron a Valencia donde buscaron refugio junto al mariscal Suchet y su llamado ejército francés de Aragón, acantonado en tierras valencianas. La magnitud del triunfo de Wellington en Arapiles obligó también al mariscal Soult a evacuar Andalucía y retirarse asimismo a Valencia con el llamado ejército francés del sur. Los ejércitos combinados de Suchet, Soult y José pronto supusieron una seria amenaza al reciente dominio sobre Madrid alcanzado Wellington. 
El ejército de Portugal francés, recientemente derrotado en Arapiles y refugiado en la zona de Burgos, también estaba intentando recomponerse. Wellington, que necesitaba tener manos libres para poder defender Madrid de los ejércitos franceses situados en Valencia, hizo planes para contrarrestar cualquier amenaza proveniente del derrotado ejército de Portugal y de los refuerzos que pudieran llegarle desde el sur de Francia, capturando rápidamente la posición estratégica de Burgos, la cual era una importante base de suministros francesa.
Pero se encontró con que el gobernador francés de la plaza de Burgos, Dubreton, dirigió una defensa maestra, resistiendo todos los asaltos de Wellington. Las esperanzas del general británico se desvanecieron cuando sus intentos de contener dos sucesivas contraofensivas francesas fallaron. Con la llegada de refuerzos franceses a Burgos por el nordeste y de Madrid del sureste, las tropas británicas se retiraron hacia el oeste, abandonando extensas zonas del valle del Duero que habían sido recientemente liberadas del dominio francés. Con esta retirada, los franceses vieron desvanecerse una oportunidad de derrotar en campo abierto a las tropas de Wellington, aunque, durante la subsiguiente retirada a Portugal del ejército anglo-portugués, vieron cómo este ejército perdía muchos hombres por inanición y por la persecución de la caballería francesa.

## Contexto
La victoria de Wellington sobre el mariscal Marmont en la batalla de los Arapiles el 22 de julio de 1812, debilitó gravemente la posición francesa en España. Antes del encuentro, el rey José Bonaparte había enviado más de 14 000 soldados, pretendiendo reforzar al mariscal, quien ignoraba que la ayuda estaba de camino. El 25 de julio, José recibió un informe del herido Marmont en el cual maquillaba el desastre. Poco después el general de división Clausel informó de la verdadera situación. Escribió al rey: Los ejércitos normalmente padecen en moral después de un contratiempo, [pero] es difícil de entender la extensión del desaliento que existe en éste. No puedo encubrir que un mal espíritu prevalece. Los desórdenes y los excesos más alarmantes marcan cada etapa de nuestra retirada. José se retiró inmediatamente hacia Madrid. Desesperado por salvar la situación, el rey ordenó al mariscal Nicolas Soult enviar ayuda y evacuar Andalucía, pero el mariscal se negó.
El 30 de julio, el ejército de Wellington alcanzó Valladolid, al noroeste de Madrid. Dejando 18 000 soldados con el teniente general Henry Clinton para vigilar a Clausel, el comandante del ejército británico se volvió hacia Madrid con 36 000 hombres. El 11 de agosto, la división de dragones del general de división Anne-François-Charles Trelliard combatió en una escaramuza inconclusa con los Aliados en la batalla de Majadahonda, al noroeste de Madrid. Al principio, los dragones franceses desbandaron a la caballería portuguesa del Brigadier General Benjamin d'Urban. Después de rechazar a los dragones pesados de la Legión Alemana del Rey del Mayor George Bock, la división francesa fue finalmente detenida por el Primer Batallón de Infantería Ligera de la Legión Alemana y la llegada de mayores refuerzos.
El rey José abandonó Madrid cuando el ejército anglo-portugués entró el 12 de agosto, para alegría de sus habitantes. Al día siguiente, los fuertes del Retiro estuvieron bajo asedio y 24 horas más tarde se rindieron a Wellington, dejando 2046 prisioneros, almacenes de ropa y equipamiento, incluyendo 20 000 mosquetes y 180 cañones de latón así como las águilas del 13.º de Dragones y el 51.º Regimiento de Infantería de Línea. Acosado por las guerrillas y torturado por la sed, los soldados de José retrocedieron completamente hasta llegar a la ciudad costera de Valencia, la cual alcanzaron el 31 de agosto. Valencia estaba comandada por entonces por el Mariscal Louis Gabriel Suchet. Wellington sabía que si José y Soult unían sus fuerzas, su posición en España central se vería comprometida. Además sabía que en el otoño la lluvia mantenía el río Tajo con gran caudal impidiendo a José y Soult amenazarle por su flanco sur. Esperaba además que las tropas españolas pudieran retrasar cualquier contraataque francés hacia Madrid. También creía que la captura de Burgos retrasaría cualquier incursión francesa desde del norte.
Para sorpresa de Wellington, Clausel reagrupó rápidamente su ejército y se lanzó a una incursión por el norte. El 13 de agosto, el general francés marchaba hacia Valladolid con 25 000 soldados. Ante este avance, Clinton se retiró hacia Arévalo con 7000 soldados mientras que José María Santocildes con las tropas españolas abandona Valladolid. Clausel envió a su lugarteniente Maximilien Sébastien Foy para rescatar las tropas francesas atrapadas. Mientras los atacantes españoles concluían el asedio de Astorga antes de que Foy llegara, éste toma Toro y Zamora y se reúne con Clausel en Valladolid el 4 de septiembre. Wellington y 21 000 soldados se reúnen con Clinton en Arévalo el 3 de septiembre. El comandante del ejército británico entonces persigue a Clausel, pero éste a su vez se libra fácilmente de sus perseguidores, y alcanza Brugos dejando un total de 2000 hombres en la fortaleza. Wellington dejó al lugarteniente General Rowland Hill para defender Madrid con 31 000 soldados del ejército anglo-portugués y 12 000 del español. Esta fuerza incluía las tres mejores divisiones de Wellington.

## Asedio

### El cerro de San Miguel

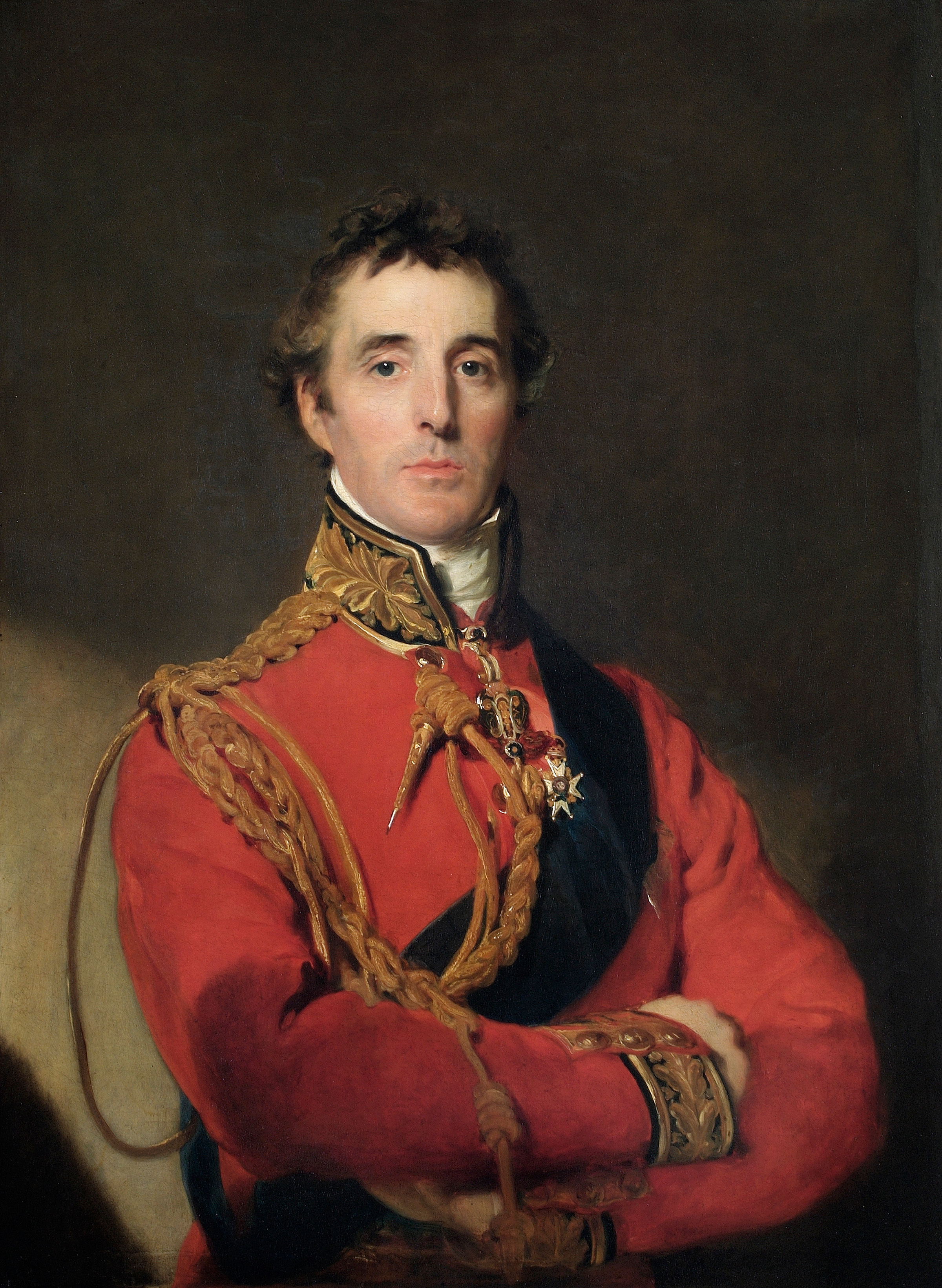
Arthur Wellesley, duque de Wellington

El ejército combinado de ingleses, portugueses y españoles de 35 000 hombres puso al castillo de Burgos bajo asedio el 19 de septiembre. El General de Brigada Jean-Louis Dubreton mandaba dos batallones del 34.º Regimiento de infantería de línea, un batallón del 130.º de línea, una compañía de artillería, un compañía de zapadores, nueve cañones pesados, 11 cañones de campaña, y seis morteros, totalizando unos 2000 efectivos. Las defensas interiores de Burgos contenían un baluarte conocido como la batería Napoleón. Los historiadores difieren en cuántos cañones pesados tenía disponibles el ejército de Wellington. Michael Glover escribió que el británico tenía solo tres cañones de 18 libras con 1306 cargas. David Gates afirmó que Wellington solo trajo ocho cañones de asedio aunque justo antes capturó más piezas que estaban operativas. Chris McNab supone que el británico contaba con un total de ocho cañones de 24 libras.
El almirante Sir Home Popham de la Royal Navy ofreció desembarcar más cañones pesados en Santander (a 120 km al norte de allí) pero Wellington declinó usar ese recurso. Después de los costosos asedios en Ciudad Rodrigo y Badajoz, era reacio a montar un ataque de infantería masivo. Por aquel tiempo, el cuerpo de zapadores también llamado Artificieros Militares, estaba seriamente reducido. En Burgos había solo cinco oficiales ingenieros y ocho zapadores. Durante la operación de asedio, un ingeniero y uno de los zapadores habían muerto, dos ingenieros estaban heridos y los demás zapadores estaban heridos.
Wellington ordenó un asalto al bastión del cerro de San Miguel, el cual resguardaba el castillo por el nordeste para la noche de 19 septiembre. Lanzado sin el beneficio de artillería de soporte, hubo tres asaltos simultáneos, el Primer Batallón del 42.º a Pie fue divisado por los franceses con la luz de la luna y más de 200 hombres fueron barridos. La brigada portuguesa del general Denis Pack perdió a 100 soldados más. Las compañías de flanco británicas del 1.º/42.º a Pie, 1.º/24.º a Pie, y 1.º/79.º a Pie fueron capaces de obtener acceso por atrás del bastión. Desde allí abrieron fuego disperso sobre las posiciones francesas. Los defensores de repente huyeron, dejando el bastión en posesión aliada. El 1.º Batallón del 34.º de Línea perdió 138 soldados muertos y heridos, más 60 hombres y siete cañones que fueron capturados. Las pérdidas aliadas sumaron 421 entre muertos y heridos.

### El castillo de Burgos

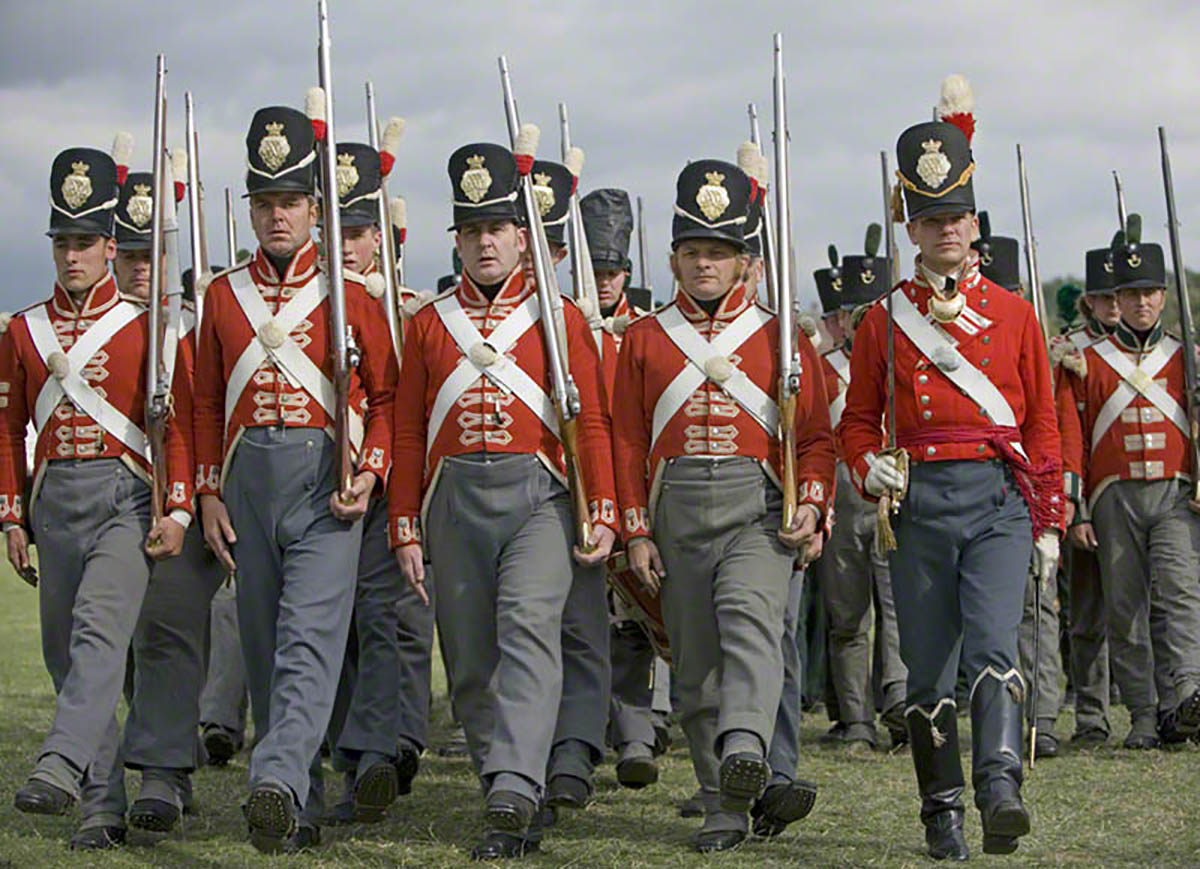
Recreación histórica con el vestuario de los soldados británicos

Los ingenieros británicos empezaron a cavar baterías en la cima del cerro, la primera batería estuvo acabada el 22 de septiembre pero esperando conseguir tener suerte otra vez, Wellington ordenó un ataque en la noche de 22/23 septiembre antes de que sus cañones hubieran dispararon algún tiro. Hombres de la 1.ª y 6.ª Divisiones arremetieron contra empalizadas con hachas, seguidos por otros con solo cinco escalas para subir los 24 pies de muralla (7 metros), no pudieron recibir el apoyo de más tropas y fueron fácilmente repelidos con 150 de los 400 hombres muertos y heridos. Los ingenieros entonces empezaron excavar una mina de 18 metros para conseguir llegar por debajo del muro oeste. Cuando efectuaron la primera detonación en las primeras horas del 29 septiembre, parte del muro colapsó, lo que permitió a los británicos adentrarse pero tampoco fueron apoyados y fueron pronto rechazados por los defensores. Resultó que la mina fue realizada bajo una antigua pared enterrada que estaba delante de la pared moderna. Consiguientemente, las defensas francesas principales no fueron afectadas por la explosión.
Un frustrado Wellington ordenó a sus ingenieros para excavar una mina nueva. Entretanto, ordenó a sus soldados trabajar por la noche para levantar una batería junto a las murallas. En el amanecer del 1 de octubre, el ejército francés descubrió la posición e inmediatamente la anuló con su artillería defensiva. Rápidamente destruyeron dos de los tres cañones y provocaron serias pérdidas entre la cuadrilla de la artillería. La noche siguiente los británicos restablecieron la batería solo para verla destruirse otra vez por la mañana. El 2 de octubre, Wellington pidió a Popham enviar dos cañones de 24 libras para reemplazar su artillería perdida. Nunca tuvieron tiempo de llegar. Cuando la mina nueva estaba finalmente a punto el 4 de octubre, esta fue detonada, dejando un vacío de 30 metros en la pared del noroeste y matando a la mayoría de los defensores en el área. El ataque subsiguiente consiguió asegurar una posición en las defensas exteriores después de una lucha muy intensa y 220 bajas.
Después de que los Aliados empezaran a cavar una trinchera nueva contra los defensas interiores, Dubreton lanzó una incursión contra los asediadores el 5 de octubre. Los británicos muertos o heridos sumaron casi 150 aliados y gran parte del equipo fue sustraído o anulado. Apenas Wellington hubo reiniciado las operaciones de asedio, Dubreton golpeó otra vez. A las 2 de la mañana del 8 de octubre, en un tiempo muy reducido, los franceses salieron del fuerte y causaron 184 bajas sufriendo muy pocos daños. La lluvia empezó para caer con intensidad, inundando las trincheras de asedio. Los cañones británicos en el cerro se quedaron tan cortos de munición que se reutilizaron bolas de cañón francesas. Wellington escribió, "Este es con diferencia el trabajo más difícil que nunca he tenido que realizar con medios tan insignificantes. El Dios que me envía esto quizás podría darme algo más de tiempo."
Una tercera mina fue excavada y el 18 de octubre, a las 16:30, la mina fue detonada bajo la capilla de San Román, cerca del muro del sur. Los asaltos se dirigieron con los muros oeste y norte, pero el apoyo de estos ataques fue débil y al igual que en los anteriores, fueron rechazados y más de 170 bajas se añadieron a la lista. Con un ejército francés acechando su posición y con los problemas que surgían de la escasez de artillería y munición, Wellington hizo preparativos para la retirada el 21 de octubre. Aun así, fue incapaz de retirar todos sus cañones de asedio. Los ingenieros intentaron derribar las defensas en el cerro capturado, pero sus cargas fallaron al explotar. Las pérdidas británicas en el asedio sumaron 550 muertos, 1550 heridos y tres cañones. Los franceses perdieron 304 muertos y 323 heridos, más 60 capturados.

### Operaciones

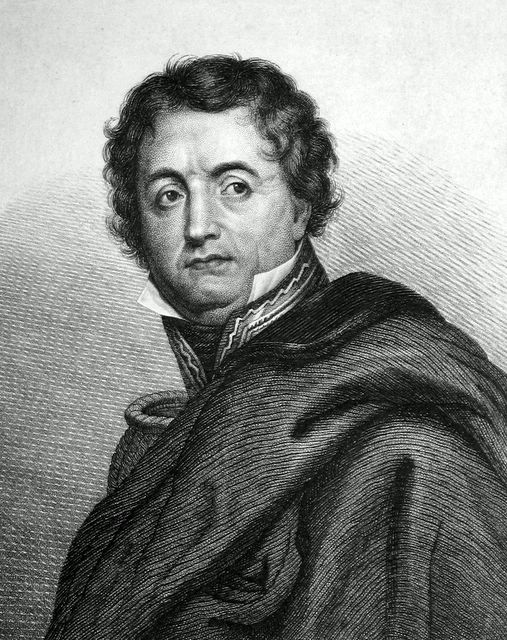
Mariscal Nicolás Soult

Soult levantó el asedio de Cádiz el 25 de agosto de 1812 y abandonó un enorme botín en Sevilla para el día 28. Para finales de septiembre, Soult estaba en contacto con Suchet y José. El 15 de octubre las fuerzas de José se movilizaron hacia Madrid con 61 000 soldados y 84 cañones. La columna de Soult marchaba junto a la de Jean-Baptiste Drouet, conde de Erlon. En el del norte, el general de división Joseph Souham contaba con 41 000 hombres del Ejército de Portugal que había aumentado a 53 000 por transferir 6500 efectivos de infantería y 2300 de caballería del Ejército del Norte y por 3400 refuerzos de Francia.
Para mantener lejos estos movimientos, Wellington desplegó 73 000 unidades. En Burgos tenía 24 000 soldados del ejército anglo-portugués y el de Santocildes 11 000 españoles. En el sur Hill ocupó Toledo con 20 000 soldados mientras que el Mayor General Charles Alten defendía Madrid con 18 000. Enojado con la designación de Wellington como comandante supremo en España, el General Francisco Ballesteros rechazó obedecer los órdenes de los británicos de obstruir los movimientos de Soult. Todas las esperanzas estaban sobre los más de 8000 anglo-sicilianos bajo el Lugarteniente Thomas Maitland en Alicante en la costa del este. Maitland finalmente no pudo ser útil durante toda la crisis. Wellington estaba a 241 km al norte de Madrid en Burgos, peligrosamente separado del ejército de Hill. Para empeorar las cosas, el Tajo no era un obstáculo militar serio debido al escaso caudal que transportaba aquel año. Cuando Wellington se dio cuenta de que hubiera sido superado numéricamente por Souham, se sintió afortunado de haber escapado intacto. Más tarde escribió: "No tenía ninguna razón para creer que el enemigo estaba tan fuerte hasta que los divisé. Afortunadamente, no me atacaron: si lo hubieran hecho, seguramente me habrían destruido." Aun así, se mostró poco dispuesto a retirarse.

## Consecuencias

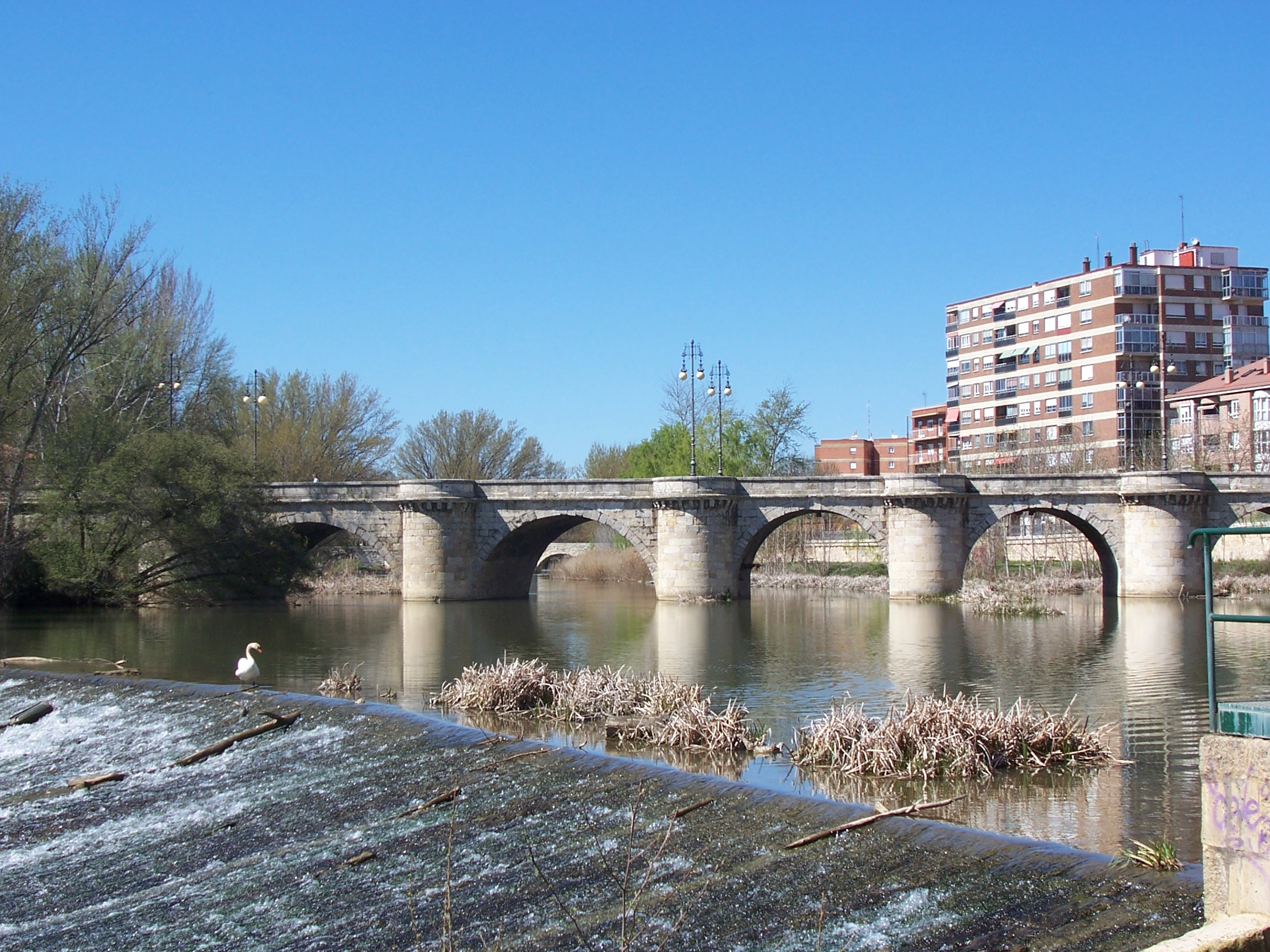
Puente de piedra en Palencia

Wellington levantó el asedio de Burgos el 21 de octubre. Se retiró de la zona, sin ser detectado por los franceses hasta el día 22. La batalla de Venta del Pozo se libró el día 23. El núcleo del ejército aliado cruzó el Pisuerga en Torquemada para ese día. Entre el 25 y el 29 de octubre, Souham y Wellington lucharon en una serie de acciones entre los ríos Pisuerga y Carrión en Palencia, Villamuriel de Cerrato y Tordesillas las cuales en su conjunto son llamadas la batalla de Tordesillas. Cuando los franceses tomaron el puente sobre el Duero en Tordesillas para el 29 de octubre, Wellington ya había ordenado la retirada.
El 29 de octubre, Hill recibió orden de Wellington para abandonar Madrid y reunirse con él. Después de un enfrentamiento con la vanguardia de Soult en el puente Largo del río Jarama en Aranjuez el día 30, Hill rompió contacto y tras abandonar Madrid, destruyendo las posiciones en la Real Fábrica de Porcelana del Buen Retiro, se retiró en la dirección de Alba de Tormes. José volvió a la capital madrileña el 2 de noviembre. Ansioso de destruir a los británicos, José los persiguió sin dejar siquiera una guarnición en Madrid. La retirada aliada continuó hasta que Wellington y Hill se reunieron en Alba de Tormes, que resistió un asedio francés de 10 días hasta el 24 de noviembre. El 15 de noviembre, Soult con 80 000 soldados franceses encaró a Wellington con 65 000 unidades en el mismo campo de batalla de los Arapiles. Para decepción de muchos generales y soldados franceses, Soult declinó atacar. Wellington empezó a retirarse al oeste aquella tarde.
Los arreglos logísticos del ejército de Wellington se vinieron abajo y los soldados aliados se vieron retirándose en tiempo lluvioso con apenas comida durante cuatro días. Además Soult envió a su caballería tras los aliados. Aun así, la caballería francesa solo pudo capturar a unos cientos de rezagados. El 16 de noviembre, 600 soldados aliados fueron capturados por los franceses. El número de prisioneros fue incluso más alto en el 17.º Regimiento incluyendo al segundo de Wellington, el General Edward Paget. Antes de alcanzar la fortaleza aliada de Ciudad Rodrigo, los ejércitos aliados perdieron 5000 hombres, mayoritariamente soldados que habían muerto de hambre o expuestos a una retirada caótica. Todo parecía que los esfuerzos de Wellington durante 1812 habían sido en vano. Pero a la primavera siguiente un renovado ejército aliado volvería a atacar a los franceses con renovado ímpetu, entrando en Burgos el 13 de junio de 1813, y derrotando el 21 al ejército napoleónico en Vitoria.

## Conmemoración

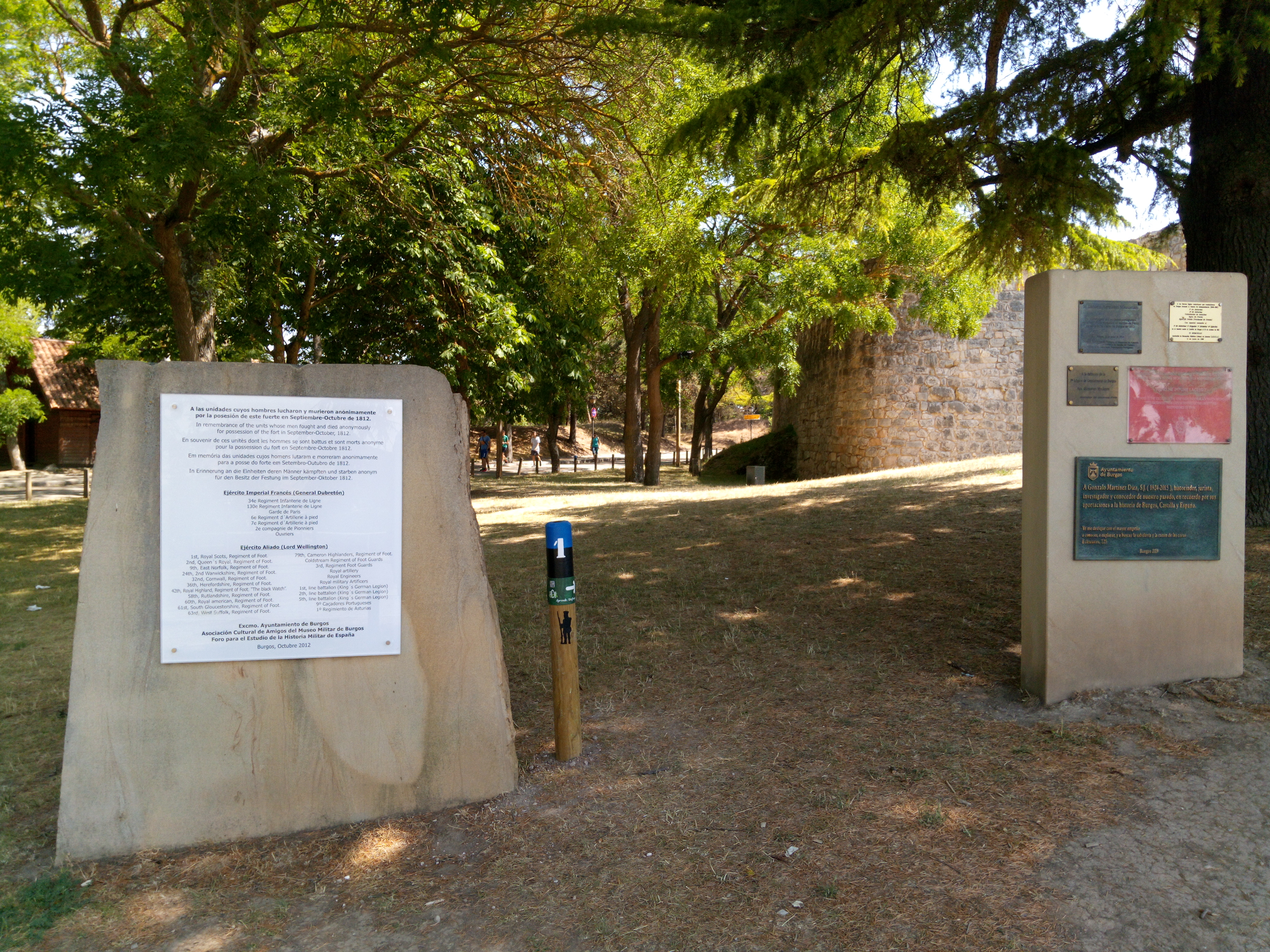
Placas en honor a los combatientes y poste inicio Ruta del Asedio

En los días 10, 11 y 12 de junio del 2016 tuvo lugar la recreación histórica de la batalla, el evento que fue denominado como Wellington Ad Portas, contó con la participación de cerca de 600 figurantes provenientes de toda la geografía nacional y de Francia, Gran Bretaña, Portugal, Alemania, Rusia e Italia. Se montó un campamento napoleónico con 130 tiendas donde se recrearon distintas actividades típicas de la época. También se realizaron dos simulaciones de combate, la primera en la campa de San Miguel y la segunda cerca del campo de Fuente Bermeja, en las que se usaron 400 armas de avancarga, 8 cañones y 20 monturas.  
Posteriormente, se colocaron dos placas en honor de los combatientes y caídos en la batalla. A mediados de junio del 2019, se inauguró la Ruta del Asedio que consiste en un itinerario por los lugares por donde se desarrolló la batalla acompañado por varias placas de información.